# Август Обенгаузер
Август Обенгаузер (нім. August Oberhauser, 4 березня 1895 — 1 серпня 1971, Мерлішахен) — швейцарський футболіст, що грав на позиції півзахисника. Відомий за виступами в клубі «Нордштерн» (Базель), а також національну збірну Швейцарії, у складі якої став срібним призером Олімпійських ігор 1924 року.

## Клубна кар'єра
На клубному рівні грав у складі команди «Нордштерн» (Базель) щонайменше до 1928 року. За період його виступів клуб тричі ставав віцечемпіоном країни у 1924, 1927 та 1928 роках, а також півфіналістом Кубка Швейцарії в 1927 році.

## Виступи за збірну
У складі національної збірної Швейцарії грав з 1920 по 1925 рік, провів у її формі загалом 20 матчів. Був учасником футбольного турніру на Олімпійських іграх 1924 року у Парижі, де разом з командою здобув «срібло». 

## Титули і досягнення
- Срібний олімпійський призер: 1924